# Henri Hours
Henri Hours, né le 4 mai 1926 à Toulon et mort le 16 octobre 2017 à Gerzat,, est un archiviste et historien français.
Conservateur aux Archives départementales du Rhône de 1951 à 1959, il est directeur des Archives municipales de Lyon de 1959 à 1988. 

## Biographie
Henri Hours nait le 4 mai 1926 à Toulon. Il est le fils de Joseph Hours, professeur d'histoire en khâgne au lycée du Parc, qui fut directeur des archives municipales de Lyon. Il entre en 1947 à l’École nationale des chartes et obtient le diplôme d’archiviste paléographe en 1951 grâce à une thèse intitulée Le retour de Lyon sous l’autorité royale à la fin des guerres de Religion (1593-1597).
À la sortie de l’École des chartes, Henri Hours prend un poste aux Archives départementales du Rhône où il se consacre notamment au classement de fonds d'archives privées, par exemple les archives de Charles Ernest Beulé, ministre de l'Intérieur en 1873, et des archives des institutions religieuses d'Ancien Régime (série G). En 1959, il prend la direction des archives de la Ville de Lyon. Il y initie la constitution d'un fichier des événements ayant marqué l'histoire de la ville, aujourd'hui numérisé et consultable en ligne. Il développe également la constitution des fonds photographiques et fait mener des campagnes pour conserver la trace des mutations urbaines des Trente Glorieuses. 
En parallèle, Henri Hours a été membre de plusieurs sociétés savantes lyonnaises : la Société historique, archéologique et littéraire de Lyon, l'Académie des sciences, belles-lettres et arts de Lyon, dont il a été secrétaire général de 1953 à 1977, puis président de 1997 à 1978, et le Cercle lyonnais de numismatique. Il a été également président de la Société d'études de Lyon Rive-Gauche.   
Il a dirigé la publication des 42 monographies sur le patrimoine rhodanien du Comité du pré-inventaire des monuments et richesse artistiques du Rhône : la plupart de ces ouvrages portent sur le patrimoine d'une commune, auxquels s'ajoutent des volumes sur les aqueducs romains du Mont-d'Or (1987) et de l'Yzeron (1991), les mairies du Rhône (1991), les fours à chaux (2003), les chapelles (2007).  
Après sa retraite en 1988, il devient archiviste bénévole de l'archidiocèse de Lyon et le reste jusqu’en 2012.
Il est le père de Marie, Henry, Françoise, et Bernard, professeur à l'université Jean-Moulin-Lyon-III.
Henri Hours meurt à Gerzat, commune proche de Clermont-Ferrand, et est inhumé à Sérézin-du-Rhône.

## Décorations
- Chevalier de l'ordre des Arts et des Lettres[2]
- Chevalier de l'ordre de Saint-Grégoire-le-Grand (2013)

## Publications
- La lutte contre les épizooties et l'École vétérinaire de Lyon au XVIIIe siècle, Paris, Presses universitaires de France, 1957, 95 p.
- Le retour de Lyon sous l'autorité royale à la fin des Guerres de religion, thèse pour le diplôme d'archiviste paléographe, 2 vol. dactylographiés, 1951.
- Jacques Gadille (dir.), Le diocèse de Lyon, Paris, Beauchesne, 1983, 350 p.
- Le rêve impossible : la bourgeoisie traditionnelle se confie à ses enfants (Le Journal de la jeunesse, 1890-1914), Lyon, Éditions lyonnaises d'art et d'histoire, 1993, 162 p.
- Histoire du pont de Saône : neuf siècles de vie lyonnaise autour du pont du Change, Lyon, J. André, 1996, 60 p.